# Underdog
「Underdog」（アンダードッグ）は、2018年5月23日に、EXILE SHOKICHIの5枚目のシングルとしてrhythm zoneから発売。

## 概要
前作『IGNITION』から2年ぶりのソロCDシングル、ソロプロジェクト再始動の第1弾シングル。CD+DVD、CDのみの2形態でのリリース。CDには2曲を収録、カップリング曲はhide with Spread Beaverの「ROCKET DIVE」のカバー。DVDにはタイトル曲のUnderdogミュージック・ビデオを収録。

## 楽曲について
- 1曲目「Underdog」
トラック制作はSHOKICHIとUTAとBACK-ONのKENJI03との三人共同作業。バンド感あふれるロックテイスト、ロックとトラップが入り混じるビートにディストーション・ギターが走る。「壁にぶち当たる頃にに背中を押せるようなポジティブソング」[3]。
“Underdog“は“負け犬”と言うイメージで使っているけど、実は“叩き上げ”とか“成り上がり”要するに、“ストリート出身”という意味もある[4]。タイトルは「“ストリート出身の成り上がりで、今もがむしゃらに生きてるヤツ“[5] や“這い上がってまだまだ夢を追って頑張ってるヤツ“」意味もある [6]。
- 2曲目「ROCKET DIVE」
hide with Spread Beaverの「ROCKET DIVE」のカバー。トラック制作「Underdog」と同じくSHOKICHIとUTAとKENJI03との三人共同作業。[5] ヒップホップ感のあるアレンジ[7]。
hideはSHOKICHI自分の音楽の原点[8]、ソロプロジェクト再始動のタイミングで挑戦をさせてもらえること[7]。本作かリリースの2018年がhideの20周忌、SHOKICHI自身がhide亡くなった時の年齢になった、巡り合わせを感じさせるこのタイミングで収録できた、またSHOKICHIにとって人生観を考える、ひとつのターニングポイント的な楽曲[5]。

## アートワーク
本作のアーティスト写真はhideへのリスペクトを表すのにアートワークを模倣した、hide with Spread Beaverのリバイバル感を衣装で演出した。
CD+DVD、CDのみジャケット絵柄は SHOKICHI自らがプロデュースするプロジェクト「KOMA DOGG」のロゴマークを使用した。

## ミュージック・ビデオ
表題曲「Underdog」のミュージックビデオはhideへのリスペクトを表すのにhide with Spread Beaverの「ROCKET DIVE」ミュージックビデオを匂わせる作品。クリエイターチームHAVIT ART STUDIOが監督を務めた。ミュージックビデオにはELLY、登坂広臣、SWAY、SALUが出演。
「ROCKET DIVE」のミュージックビデオはEXILE SHOKICHIとポップアーティストのDistorteddが作り上げたスペシャル・アニメーション、2018年5月26日YouTubeにて公開。ミュージックビデオはシングル未収録。

## メディアでの使用
「Underdog」には以下のタイアップが付いている。
- テレビ朝日系『お願い!ランキング』2018年5月度エンディングテーマ
- ムービーコミック「バトルスタディーズ 」主題歌[11]
- 北海道マラソン2019 オフィシャルソング[12]

## 収録曲
| #         | タイトル                      | 作詞      | 作曲                   | 時間  |
| --------- | ----------------------------- | --------- | ---------------------- | ----- |
| 1.        | 「Underdog」                  | SHOKICHI  | UTA、Hi-yunk、SHOKICHI | 3:23  |
| 2.        | 「ROCKET DIVE」               | hide      | hide                   | 3:42  |
| 3.        | 「Underdog」(Instrumental)    |           |                        | 3:22  |
| 4.        | 「ROCKET DIVE」(Instrumental) |           |                        | 3:40  |
| 合計時間: | 合計時間:                     | 合計時間: | 合計時間:              | 14:07 |

全編曲：Hi-yunk
| #  | タイトル                  | 作詞 | 作曲・編曲 | 監督                        |
| -- | ------------------------- | ---- | ---------- | --------------------------- |
| 1. | 「Underdog」(Music Video) |      |            | 大橋尚広(HAVIT ART STUDIO） |

## 楽曲の収録アルバム
- 『1114』 (M-1)

## カバー
Underdog
- Hi-yunk - セルフカバー。2024年の配信アルバム『MUSIC FROM CHAOS』収録。